# Almudaina
|  | Per a altres significats, vegeu «Almudaina (desambiguació)». |

Almudaina és una població del País Valencià a la comarca del Comtat. El seu topònim, igual que el poble, és d'origen àrab i significa "petita ciutat".

## Geografia
S'enclava en els vessants de la serra d'Almudaina, en la vall de Travadell, amb un relleu molt suau i amb l'alt de la Caseta de la Neu com a fita màxima.
El seu monument més important és la Torre Almudaina, de planta quadrada. Rehabilitada des del 2010 i visitada per tots els passen per allí. Degué fer funcions de guaita i defensa. Està declarada BIC. El seu terme té 8,8 km².

## Història

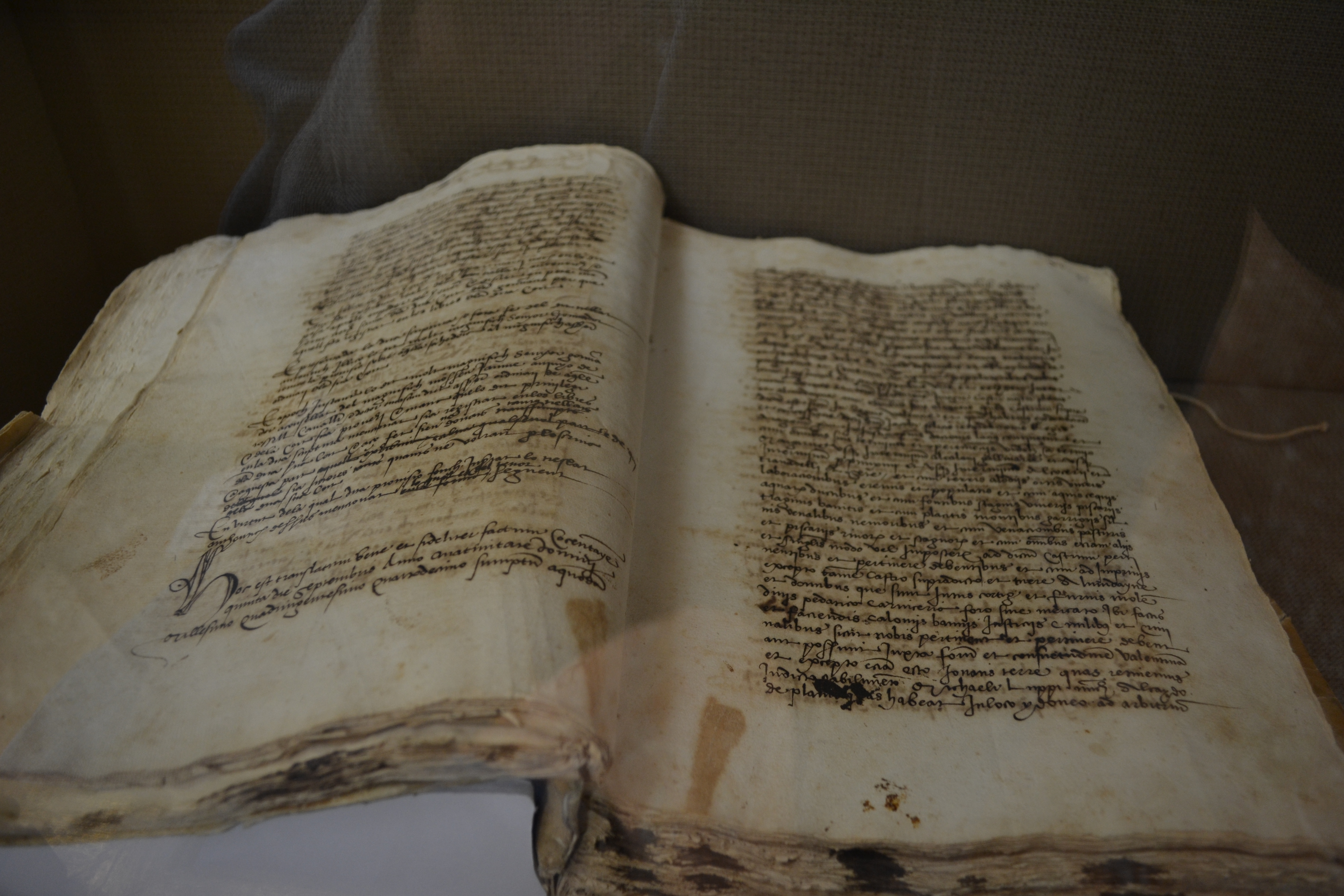
Carta pobla d'Almudaina i Planes (1278).

Lloc de moriscos, formava part de la parròquia i baronia de Planes. El 1534 fou incorporada a la rectoria de Catamarruc fins que l'any 1574, amb una població de 140 moriscos, es va erigir en parròquia independent juntament amb l'annex de Benialfaquí, encara que la separació no tingué caràcter efectiu fins a l'any 1619, deu anys més tard de ser despoblada per l'expulsió dels moriscos.

## Demografia
El nombre d'habitants ha sofert des del 1860 una gradual disminució, arribant a perdre un 50% durant el segle xx. En 2002 hi havia 113 veïns (almudainers).

## Política i govern

### Alcaldia
Des de les primeres eleccions democràtiques, en 1979, l'alcalde d'Almudaina sempre ha sigut José Luis Seguí Andrés, primerament per la Unió de Centre Democràtic (UCD), després per Alianza Popular (AP), i des de 1991 pel Partit Popular (PP).
| Període                       | Alcalde o alcaldessa   | Partit polític | Data de possessió | Observacions |
| ----------------------------- | ---------------------- | -------------- | ----------------- | ------------ |
| 1979–1983                     | José Luis Seguí Andrés | UCD            | 19/04/1979        | --           |
| 1983–1987                     | José Luis Seguí Andrés | AP-PDP-UL-UV   | 28/05/1983        | --           |
| 1987–1991                     | José Luis Seguí Andrés | AP             | 30/06/1987        | --           |
| 1991–1995                     | José Luis Seguí Andrés | PP             | 15/06/1991        | --           |
| 1995–1999                     | José Luis Seguí Andrés | PP             | 17/06/1995        | --           |
| 1999–2003                     | José Luis Seguí Andrés | PP             | 03/07/1999        | --           |
| 2003–2007                     | José Luis Seguí Andrés | PP             | 14/06/2003        | --           |
| 2007–2011                     | José Luis Seguí Andrés | PP             | 16/06/2007        | --           |
| 2011–2015                     | José Luis Seguí Andrés | PP             | 11/06/2011        | --           |
| 2015–2019                     | José Luis Seguí Andrés | PP             | 13/06/2015        | --           |
| 2019-2023                     | José Luis Seguí Andrés | PP             | 15/06/2019        | --           |
| Des de 2023                   | n/d                    | n/d            | 17/06/2023        | --           |
| Fonts: Generalitat Valenciana |                        |                |                   |              |

### Eleccions municipals de 2015
| Candidatura | Candidatura                               | Cap de llista           | Vots | Regidors | % vots |
| ----------- | ----------------------------------------- | ----------------------- | ---- | -------- | ------ |
|             | Partit Popular de la Comunitat Valenciana | José Luis Seguí Andrés  | 33   | 4        | 44,00% |
|             | Partit Socialista del País Valencià       | Francisco Adrián Jurado | 23   | 1        | 30,67% |
| Total       | Total                                     | 77                      | 77   | 5        | 80,21% |

## Llocs d'interès

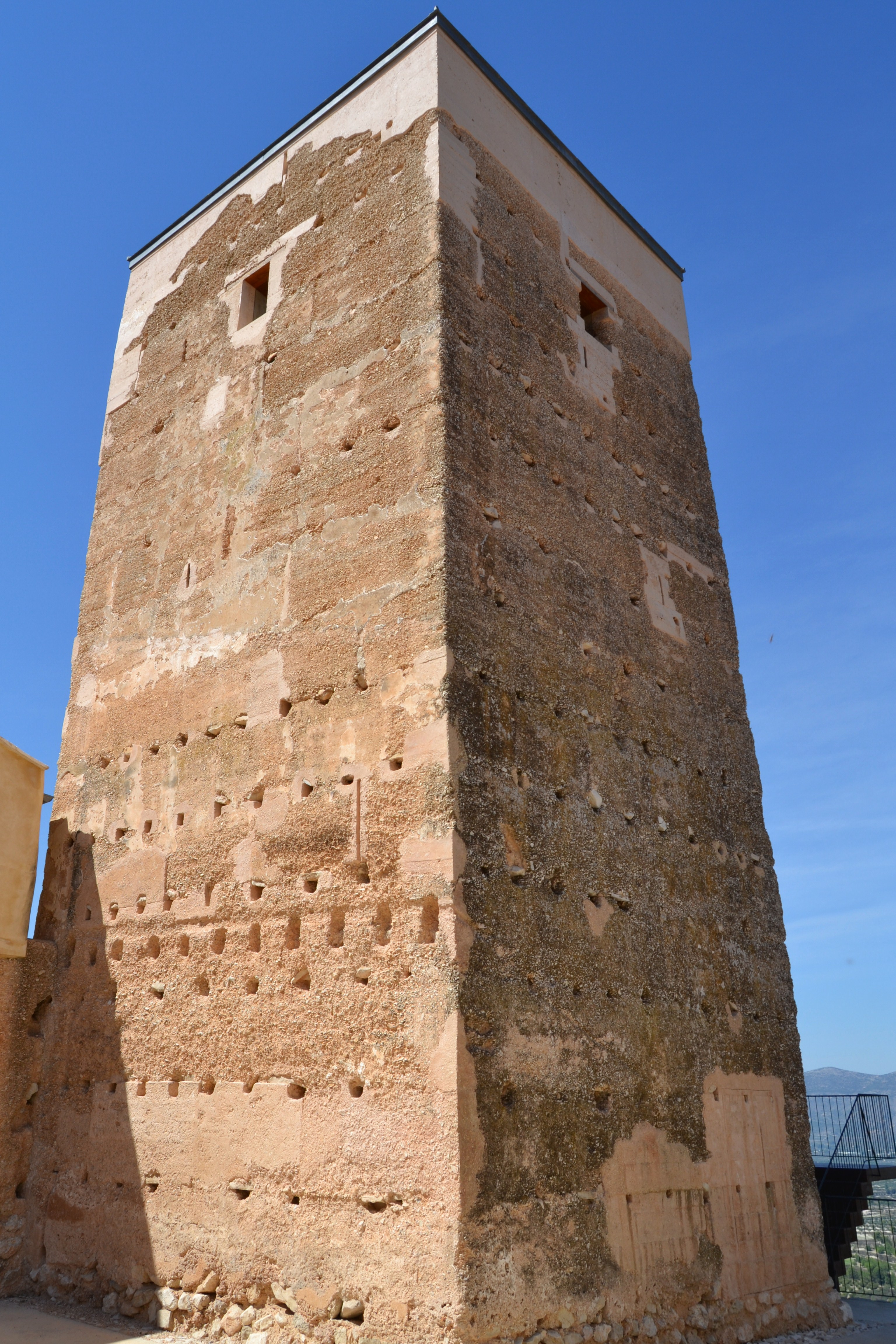
Torre d'Almudaina.

- Torre d'Almudaina, torre de guaita de l'època almohade (segles XII-XII)
- Ermita del Crist del Socors
- Església de Sant Bartomeu Apòstol